# Gartnait II
Gartnait II, també conegut amb el nom de Gartnait mac Domelch, va ser rei dels pictes del 585 al 595.
Gartnait mac Dolmech va succeir a Bridei mac Maelchon el 584. Les llistes de reis de la Crònica picta que apareixen als manuscrits del «Grup A» li atribueixen un regnat d'onze anys, en canvi les llistes que apareixen als del «Grup B» diuen que van ser vingt anys. Els Annals de Tigernach mencionen la seva mort l'any 599.
L'historiador escocès John Bannerman va proposar la identificació d'aquest Gartnait amb el fill d'Áedán mac Gabráin, el qual apareix a les genealogies anomenades Cethri Primchenela dail Riata del Senchus fer n-Alban. Si això fos cert, Dolmech seria el nom de la seva mare, cosa que donaria arguments a la teoria que diu que els pictes tenien un sistema de successió matriarcal.
El successor de Gartnait II com a rei dels pictes va ser Nechtan nepos Uerb, que s'ha relacionat amb el Nechtan mac cano mort el 621, segons els Annals d'Ulster. Curiosament el Senchus Fer n-Alban atribueix a Gartnait mac Áedain un fill anomenat Cano.
Si aquest Cano fos el mateix que el pare del rei dels pictes Nechtan nepos Uerb, aquest darrer esdevindria el net de Gartnait II. Aquesta teoria aniria en contra de la hipòtesi que fa de Nechtan nepos Uerb el net d'un príncep bretó de Strathclyde.
A Gartnait també se'l considera l'ancestre epònim del Cenèl nGartnait qui va tenir un paper important a Skye i a Kintyre fins l'època de Talorg mac Congus, executat el 734 pel rei picte Oengus mac Fergus, i del seu germà Cu Bretan mort el 740.